# Schmollenmühle (Auenwald)
Die Schmollenmühle ist ein Wohnplatz bei Mittelbrüden, einem Dorf und Ortsteil der Gemeinde Auenwald im baden-württembergischen Rems-Murr-Kreis.

## Geographische Lage
Die Schmollenmühle liegt zwischen den Ortsteilen Oberbrüden und Mittelbrüden der Gemeinde etwa fünfzig Meter linksseits und östlich des Brüdenbachs. Der Wohnplatz umfasst nur fünf Hausnummern (Mühlstraße 44, 46, 49, 50 und 51).

## Geschichte
Es ist unklar, woher die Bezeichnung Schmollenmühle stammt. Möglicherweise geht die Ansiedlung auf einen Müller namens Schmoll zurück. Diese Ansicht vertrat auch der Ortsnamenforscher Lutz Reichardt. Allerdings kann eine Person mit diesem Namen nicht nachgewiesen werden. Unter dem Namen Schmollen Mühlin erscheint die Mühle erst in einem Urbar aus dem 18. Jahrhundert.
Erstmals genannt wurde die Schmollenmühle als Mühle zu Mittelbrüden in einem Dokument aus dem Jahre 1528. In dem Schriftstück ist überliefert, dass die Besitzerin Katharina Müller (Millerin) von der Mühle zu Mittelbrüden ein Schwein im Wert von 30 Schillinge Heller und eine Henne zinsen musste. Aus dem Dokument geht auch hervor, dass die Schmollenmühle schon im späten Mittelalter bestanden haben muss, da Abgaben in Form von Naturalien in der Neuzeit unüblich und in der Regel durch Geldzahlungen ersetzt wurden.
1754 erbaute Christian Horn die Mühle von Grund auf neu und gab ihr das heutige Aussehen. Im 19. Jahrhundert ging die Mühle an die Familie Schnell, danach an die Familie Meister. 1960 wurde der Mahlbetrieb durch Gottlieb Meister nach vier Generationen eingestellt; der Mühlkanal aufgefüllt. Haupt- und Nebengebäude dienen seitdem nur noch als normale Wohnhäuser.